# 仁川論峴駅
仁川論峴駅（インチョンノンヒョンえき）は、大韓民国仁川広域市南洞区論峴洞にある、韓国鉄道公社（KORAIL）水仁・盆唐線の駅。駅番号はK262。
駅名に「仁川」が付いているのは、ソウル特別市にある論峴駅と区別するためである。

## 歴史
- 2012年6月30日 - 水仁線再開業により開業。
- 2020年9月12日 - 水仁線と盆唐線との直通運転に伴い当駅は水仁・盆唐線の駅となる。また、駅番号がK254からK262に変更。

## 駅構造

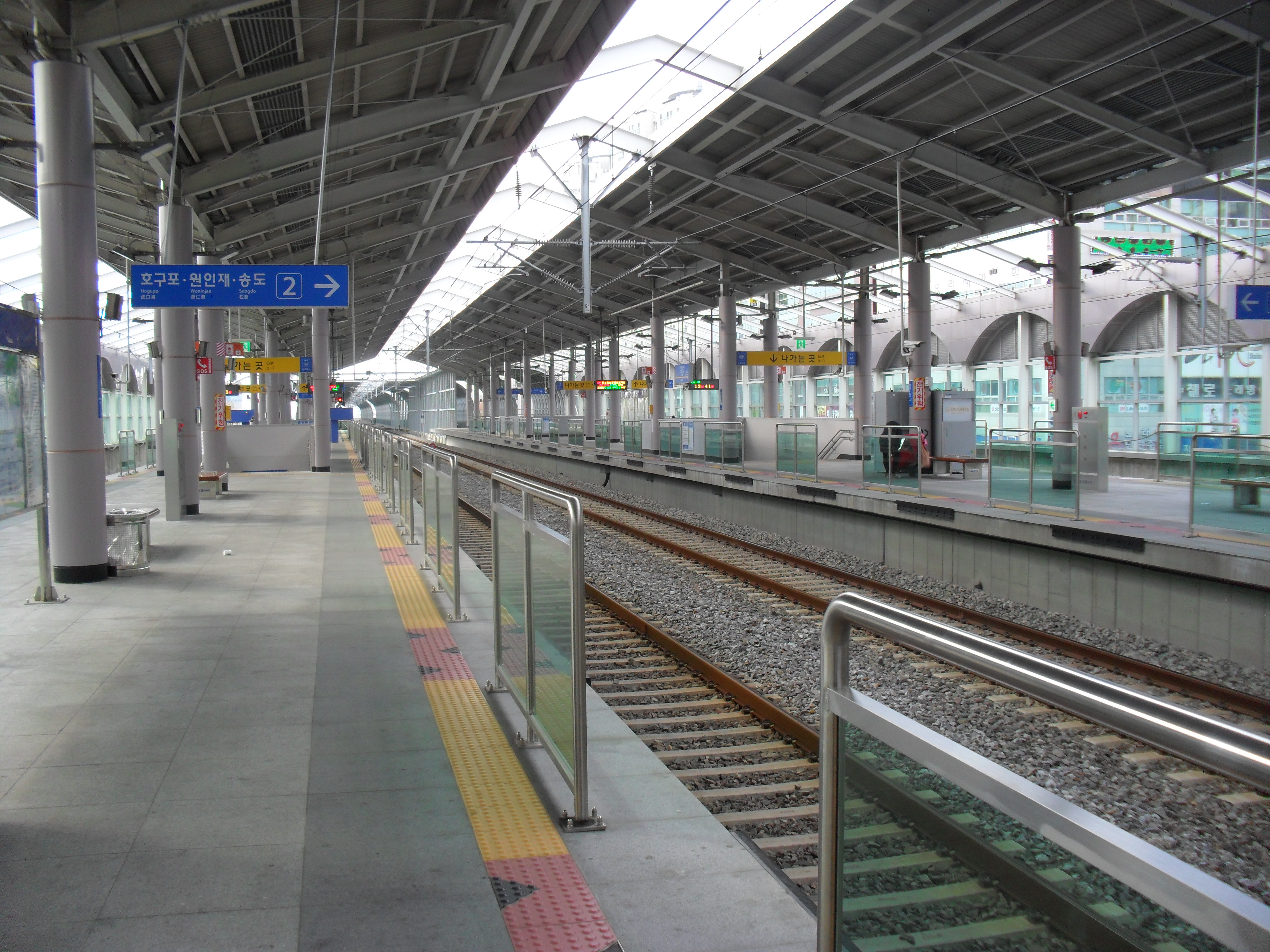
プラットホーム

相対式ホーム2面4線の高架駅であるが、内側2線のみ使用している。

### のりば
| 1 | 未使用（京江線用予定） | 未使用（京江線用予定）             |
| 2 | 水仁・盆唐線           | 虎口浦・延寿・仁川方面             |
| 3 | 水仁・盆唐線           | 蘇萊浦口・烏耳島・水原・往十里方面 |
| 4 | 未使用（京江線用予定） | 未使用（京江線用予定）             |

## 利用状況
近年の一日平均利用人員推移は下記のとおり。
なお、2012年は開業日の6月30日から12月31日までの185日間の平均である。
| 路線         | 路線     | 2010年 | 2011年 | 2012年 | 2013年 | 2014年 | 2015年 | 2016年 | 2017年 | 2018年 | 2019年 | 出典  |
| ------------ | -------- | ------ | ------ | ------ | ------ | ------ | ------ | ------ | ------ | ------ | ------ | ----- |
| 水仁・盆唐線 | 乗車人員 | 未開業 | 未開業 | 3,209  | 4,036  | 4,687  | 4,885  | 5,825  | 6,338  | 6,119  | 6,188  | [ 1 ] |
| 水仁・盆唐線 | 降車人員 | 未開業 | 未開業 | 3,261  | 4,120  | 4,825  | 5,056  | 6,043  | 6,621  | 6,358  | 6,501  | [ 1 ] |
| 路線         | 路線     | 2020年 | 2021年 | 2022年 | 2023年 |        |        |        |        |        |        |       |
| 水仁・盆唐線 | 乗車人員 | 4,402  | 4,658  | 5,010  | 5,219  |        |        |        |        |        |        |       |
| 水仁・盆唐線 | 降車人員 | 4,630  | 4,923  | 5,336  | 5,566  |        |        |        |        |        |        |       |

## 駅周辺
- ニューコアアウトレット（朝鮮語版）仁川論峴店
- ホームプラス仁川論峴店
- 論峴古棧洞住民センター
- 仁川南洞高等学校（朝鮮語版）
- 仁川論峴中学校（朝鮮語版）
- 仁川論峴高等学校（朝鮮語版）
- 仁川論峴警察署

## 隣の駅
韓国鉄道公社
 水仁・盆唐線
急行
蘇萊浦口駅 (K261) - 仁川論峴駅 (K262) - 源仁斎駅 (K265)
緩行
蘇萊浦口駅 (K261) - 仁川論峴駅 (K262) - 虎口浦駅 (K263)